# Svédország vasúti közlekedése
Svédországban a népsűrűség egyenetlenül oszlik el. A déli rész nagyvárosai (Malmö, Göteborg) körül, továbbá a főváros, Stockholm környékén él a lakosság túlnyomó többsége. Észak felé haladva a települések egyre ritkábban követik egymást, és nagyobb települések már csak kikötők és a bányák körül alakultak ki. E sajátos földrajzi helyzete miatt elővárosi vasúti közlekedés csak a fent említett nagyvárosok körül jellemző. A távolsági forgalomban a valóban nagy távolságú közlekedés a meghatározó. Az ország vasúthálózatának hossza 11 633 km, melyből 11 568 km normál nyomtávú, 65 km pedig 1000 mm-es nyomtávú. A vasútvonalak 7591 km hosszan vannak villamosítva. Fő áramrendszer a 15 kV;16 2/3 Hz váltóáram. Nemzeti vasúttársasága az SJ.

## Történelem

### A svéd vasúti liberalizáció
Svédország az elsők között kezdte meg az átállást az egyszereplős piacról a verseny megteremtése felé. Így a britek mögött ők állnak a második helyen a piaci szereplők számát (27) és súlyát tekintve. A svéd pályákra való bejutás a legkevésbé korlátozott Európában, de a rendszer csak a hatodik a tekintetben, hogy mennyire „barátságos a környezet” az üzemeltető számára. Ez azonban nem számít rossz eredménynek, főleg, mivel a nála jobb helyezést elért országok a hosszú évekre előre adott állami garanciák miatt tűnnek „kedvezőbbnek”. Így a svéd vasúti piac a legrugalmasabbak egyikeként képes a kereslethez alkalmazkodni.
A nagy versenyben sikerült a hagyományos struktúrát olyannyira szétverni, hogy mára statisztikai adatot sem szolgáltatnak az érintettek a nemzetközi szervezeteknek, vagy az adatok feldolgozása a rengeteg szereplő miatt hosszú időt vesz igénybe. A titkolózással Svédország Görögország, Szerbia és Montenegró, illetve Bosznia-Hercegovina vasútjával együtt került abba a csoportba, mely nem szolgáltat adatot teljesítményéről. Így a svéd hálózat helyzetéről csak az igazi verseny kibontakozása előtti adatok állnak rendelkezésre. Ez a tekintetben is nagyon sajnálatos, hogy épp a liberalizáció „élen járósága” miatt megkülönböztetett figyelmet érdemelne, milyen eredmények, tendenciák bontakoznak ki az átalakulás kapcsán.
A korábbi Statens Järnvägar (SJ) feldarabolása 2000-ben történt meg. Az SJ AB viszi tovább a személyszállítást, a Green Cargo a teherforgalmat, a EuroMaint AB a gépészeti részleget, a TraffiCare AB a vasútállomásokért felelős, és a Banverket cégre ruházták az SJ által fenntartott 9782 km vasútvonalat és a 7190 km felsővezeték karbantartását.
A Banverket függetlenül végzi tevékenységét a korábbi üzemeltetőtől, mindenki számára egyenlő feltételek és elvek mellett biztosítja a pályához való hozzáférést. A pályahasználat díját pedig valamennyi társaság, így az SJ AB is köteles megfizetni.
Az SJ AB 2002-ben 35,7 millió utast szállított. Ez elég alacsonynak tűnhet első ránézésre, de tudni kell, hogy a stockholmi elővárosi közlekedést már nem ők végzik. Az InterCity és az SJ X2000-es nagysebességű vonatok tartoznak főleg az SJ AB-hez, a regionális közlekedésben a – magánüzemeltetőkhöz hasonlóan – különféle „márkaneveken” vesz részt: Kustpilen, Øresundståg, Kust till Kust, Trafik i Mälardalen, Vättertåg.
Ám hogy még ez se legyen ennyire áttekinthető, az SJ üzemeltet vasutakat más társaságok „nevében” is. Ilyen a Norvégia felé közlekedő Linx (ami fele részben az SJ AB-é) és Göteborg környékén szolgáltató Västtrafik társaság.
Norvégiához hasonlóan a stockholmi repülőtérre az Arlandára is magánvasúttal lehet eljutni. Az 1999 novembere óta létező szolgáltatást korszerű járművekkel, Arlanda Expressz márkanéven üzemelteti az A-Train AB.
Az egyik első magáncég a BK Tåg volt. A fő területük Nässjö környékének személyvonati közlekedtetése „Krösatåg” néven, továbbá „Nabo” elnevezéssel a norvégiai Trondheimbe is ők üzemeltetik a napi két pár vonatot az eddig is ott közlekedő norvég járművel. Tehervonatokat is közlekedtet, főleg fát szállítva velük, de Göteborgig lejárnak konténervonattal is. 2000 nyarára már terjeszkedésre is futotta: BSM Järnväg AB-t megvették, így annak tehervonatait is megkapták.
Európa legtöbb liberalizált piacán jelenlévő Connex kissé későn kapcsolt. Csupán 2003 júniusában tört be a svéd piacra. A későn érkezettek hátrányát gyorsan ledolgozva a TKAB magántársaságtól átvette a nagy távolságú közlekedést Göteborg-Stockholm–Lulea-Narvik között. A cég regionális vonatokat is üzemeltet az ország középső részén. E vonatok gazdaságos üzemeltetése a kötelező helybiztosítás miatt a rugalmasan változtatott szerelvényhosszban, valamint a sokszor majd húszkocsis vonatot menet közben mindössze egy kalauzzal kísért üzemeltetésben keresendő. A járműpark egészét az SJ-től vette át még a TKAB. Legérdekesebb újításuk az volt, hogy a korábbi megoldással ellentétben Umeå városból nem külön vonattal viszik fel az utasokat a tengerparttól a 40 km-re lévő fővonalra, hanem a távolsági vonat egésze tesz egy közel 60 km-es kitérőt. Az akár 1500 km-es vonatút során még a mozikocsi is díjmentesen igénybe vehető.
Némileg kilóg a sorból az Inlandsbanan AB (IB). Kétségkívül Európa legnagyobb hálózatát sajátjának tudó magánvasútról van szó. A tekintélyes, 1100 km-es hossz mindössze egyetlen Mora–Östersund–Gällivare vonalból jött össze. A vonal észak–dél irányú összeköttetést teremt az ország belsejében. Csupán helyi érdekű teherforgalmat bonyolít, a fő személy- és áruszállító vonal keletebbre, „közel” a tengerhez vezet. A táj azonban érdekesebb erre, így nyaranta turistavonatokkal lehet utazni. Igaz, két nap alatt lehet beutazni a legtöbbször mindössze egy motorkocsiból álló vonattal az 1100 km-es utat, egy-egy éjszakát eltöltve Östersund és Gällivare városában.
Az IB követte a saját pályával rendelkező magánvasutak fejlődési útját. A vasútüzemben nyert tapasztalataik birtokában kimerészkedtek az állami pályára is, létrehozva ehhez az Inlandsgods AB-t, a teherszállításban keresve a további növekedés útját. Ez azonban nem jött be nekik, és a cég 2003 nyarára csődbe is ment. Az élő szerződéseket az anyavállalat, a Nordtrain vette át, míg a cég maga és a járművei a Härjelast in Sveghez kerültek.
A helyhatóságok egy része úgy vélte, hogy a vasút üzemeltetési feladatuk ellátását saját cégre bízzák. Így a „megye” és annak nagyobb városai létrehozták a Krösatågen céget. 13 jelentősebb város között bonyolódik a fenti néven a vonatközlekedés. Az önkormányzatok természetesen nem értenek a vasút üzemeltetéshez, így alvállalkozót bíztak meg a forgalom lebonyolítására, a már említett BK Tågot.
Sajátos a Malmö–Limhamns Järnväg helyzete is. Ők egy mindössze hét km hosszúságú szakasz felett rendelkeznek. Ez lényegében abba a kikötőbe vezet, ahonnan a tehervagonokat hajókra lehet rakni. Értelemszerűen ennek forgalma a Koppenhágába vezető vonal megépülésével jelentősen visszaesett. Azonban, aki mégis itt kíván árut ki- és berakodni, annak az MLJ-vel is külön szerződnie kell.
Úgy tűnik a svéd liberalizáció sajátossága, fő ismertetője az lesz, hogy egy-egy társasággal kapcsolatban nemcsak egy társaság nevét, de egy „vonatmárkát” is meg kell az utasoknak tanulniuk. „Pågatåg” néven közlekednek a vonatok az ország déli részén, Malmö környékén. Az ezt üzemeltető „Skånetrafiken” társaság viszont a helyi sajátosságok miatt az Øresundståg vonatokban is szerepet játszik, mivel a Koppenhága felől érkező vonatok márkanevet váltva Malmö vonzáskörzetébe is kijárnak. Így egy szakaszon SJ-s „Ø-tåg” vonatként, másikon pedig „Skånetrafiken” néven futnak.
Külön világ a stockholmi elővárosi forgalom. Storstockholms Lokaltrafiks Tåg (SL) néven szervezték ki az ide tartozó vonalakat és eszközöket. A társaság a stockholmi közlekedési vállalat vasúti részlegeként működik. A hálózat gerincét a 185 km-nyi villamosított normál nyomtávú pálya adja, melyen Pendeltågen néven közlekednek az elővárosi vonatok. Kuriózum számba megy a 65 km-es 891 mm-es (keskeny)nyomközű vonal léte. Ők felügyelik a város három villamos járatát (27 km) és a 18 km-es metróvonalat is.
2000 januárja óta a 185 km-nyi korábbi SJ-hálózatot a francia Connexből, a brit Go Aheadből, továbbá a mindenütt jelen lévő BK Tågból álló konzorcium nyerte el öt évre Citypendeln néven. A Connex azonban nem érte be ennyivel, és sikeresen pályázott a metróhálózat üzemeltetésére is. 1998 februárja óta a kisvasút üzemeltetése a Linjebuss társaság feladata lett. Az ötéves koncesszió lejárta után az újabb pályázaton a Roslagståg néven pályázó – a dán vasút (80%) és az északi sarkköri térségből épp a Connex által kiszorított TK AB (20%) – cégéé lett.
Azért a svéd hálózatán üzemelnek „tisztán” tehervonatok közlekedtetésével foglalkozó cégek. Ezek közé sorolható a Tågakeriet i Bergslagen, Skövde–Karlsborg Järnväg AB, Trafik Grängesberg–Oxelösund Järnväga, [Wasatrafik. Rájuk jellemző, hogy néhány mozdonnyal rendelkeznek csupán, és a tehervagonok sem mind a sajátjuk.
A következő történet sem egyszerű. A bergslageni régió forgalmát helyi cégek vették át a 2000-es évek elején. Az itt szolgáltató négy társaság nem tudta kellően eredményesen végezni a tevékenységét, így 2001-ben új közös cégbe vitték át az eszközeiket a Tåg i Bergslagenbe (TiB). Az új cég hamarosan rájött, hogy jobb egy tapasztalt cégre bízni az üzemeltetést, így került újra az államvasút személyszállító részlegéhez. Az SJ sem válthatta be a hozzá fűzött reményeket, mert 2004 nyarán újabb üzemeltetőre szálltak a feladatok: azt a Svenska Tågkompagniet AB-t sikerült megtalálni, aki 2000. január 10-én életbe lépett menetrendtől a mára a Connexhez került észak–déli távolsági forgalomban remekelt.
Hasonló a helyzet a Västtrafik (V) társaság esetében is. Ők Göteborg környékén végeznék tevékenységüket, ha nem az SJ tenné helyettük.
A Tågkompagniet létrejöttétől kezdve a legjelentősebb üzemeltető, aki ideig-óráig lassan már minden vonalon szerepet vállalt. Jelenleg négy társaság helyett végez üzemeltetést szerte az országban. Formálisan ez azért van így, mert a társaságok évekre szerződnek a megrendelővel, így a szerződés felmondása roppant költséges volna számukra. Egyszerűbb alvállalkozóként bevonni egy tapasztaltabb üzemeltetőt, és kiüríteni az eredeti céget.
Ezek után már szokványosnak is mondható a Värmlandståg AB (VTAB), amely az Oslo–Stockholm vonal regionális vonatait üzemelteti. A vonatai 2004 nyara óta már nem járnak át Norvégiába, így csak a távolsági X2000 nagysebességű vonatokkal lehet oda utazni. A vonatokat azonban csak névleg üzemelteti a VTAB, helyettük a Merrosor AB áll helyt, mely utóbbi cég az SJ leányvállalata.
Adódik a kérdés: a bonyolult tulajdoni helyzetből mit éreznek az utasok? Nos, a belföldi utasok szempontjából nem sok minden változott. Ugyan egyes járművek festése, főleg emblémái sokszor változtak az elmúlt öt évben, de végső soron nem lett kevesebb a vonatok száma (igaz több se), és a szolgáltatás színvonala sem lett alacsonyabb, sőt néhány helyen kicsit javult is. A közlekedési szövetség és a busztársaságokkal való szoros együttműködés terén sem változott semmi. Az utast végül is nem érdekli, melyik vonalon hogy hívják a vonatot. A kiváló és teljes körű tájékoztató és jegykiadó rendszernek hála, az utas nemcsak hogy egyszerre veheti meg vonat- és buszjegyét, de a jegyen még az igénybe venni szándékozott járatok indulási és érkezési ideje is szerepel.
Elérte-e a liberalizáció azt a szintet, hogy az utasok „szabadon” választhassanak a szolgáltatók között? Nos, nem. A legtöbb viszonylaton csak egyetlen vasúttársaság közlekedik. Ha több is van, akkor a vonatok menetrendi fekvése és viszonylata olyannyira eltérő, hogy különböző utazási igényt elégíti ki. Így az utasok Svédországban soha sem választanak utazásuk előtt vasúttársaságot.
A vesztesek egyértelműen a külföldi bérletes utasok, akik rengeteg korlátozással és több tucat elnevezéssel kell, hogy szembesüljenek. Nekik már semmi sem egyértelmű ebben az országban. Az utas jobban teszi, ha lediktáltatja magának a jegyváltáskor azon utazási feltételeket, amiről a jegykiadó ország is értesült. A svéd helyzet azonban oly gyorsan változik, hogy az alapvetően igen lassan változó társvasutak nem képesek rugalmatlan szervezetükkel ezen eseményeket követni és a szükséges tájékoztatást időben kiadni.
A külföldi utas tehát jól teszi, ha utazás előtt beszerez egy – díjmentes – országos menetrendkönyvet, amiben az épp „aktuális” üzemeltető is fel van tüntetve. A nagy társaságok (Arlanda Expressz, Connex, BK Tåg, SJ, Tågkompagniet) külön színnel vannak jelölve. Az összes többi közös (zöld) jelölés alatt van feltüntetve. Összesen 35 féle vonat-elnevezés létezik. Ezzel rekorder Svédország. Sajnálatos, hogy a „félreérthető” helyzet ellenére semmiféle tájékoztatót nem készített külföldi ügyfelei számára a svéd vasút, erről a menetrendkönyvben sem ejtenek szót.
A svédországi privatizáció, liberalizáció a személyszállítás területén inkább a negatív példák sorát gyarapítja. Sikerről, áttörésről nem nagyon lehet beszélni. Borzasztóan tanulságos, hogy a magánkézbe adott személyvonati viszonylatok majd mindegyike legalább egyszer üzemeltetőt cserélt az elmúlt öt évben, és feltűnően sokszor tértek oda gyakorlatilag, ahonnan elindultak: az állami SJ társasághoz. Ez amiatt van, mert elsők között vágtak bele olyan átalakításokba, amikről még nem állt rendelkezésre tapasztalat. A 27 – járművel is rendelkező – társaság 35 féle elnevezés alatt futó vonatja az egység látszatát is megszüntette, a díjszabási áttekinthetőség is csak amiatt maradt fenn, mert a számítógépes, viszonylatos jegykiadás során az utasnak nem kell az „összetevőkkel” bajlódni. Az ár ismeretében dönthet a szolgáltatás igénybevételéről.

## Infrastruktúra

### Vasúti kapcsolata más országokkal
- Dánia - van - Öresund hídon keresztül - azonos nyomtáv - eltérő áramrendszer 15 kV 16,7 Hz AC / 25 kV 50 Hz AC és vasúti komp Göteborg - Frederikshavn között.
- Finnország - van, de eltérő a nyomtáv: 1435 mm / 1524 mm, rövid fonódott nyomtáv felsővezeték nélkül. vasúti komp Stockholm - Turku között.
- Németország - van - vasúti komp - azonos nyomtáv - nincs felsővezeték a fedélzeten, vasúti komp Malmö - Travemünde, Trelleborg - Sassnitz (Mukran) és Trelleborg - Rostock között.
- Norvégia - van - azonos nyomtáv - azonos áramrendszer (három villamosított és egy nem villamosított vonal)
- Lengyelország - van, vasúti komp Ystad - Świnoujście között - azonos nyomtáv - nincs felsővezeték a fedélzeten

A vasúti kompokat csak dízelüzemű járművekkel lehet megközelíteni, csak vagonokat szállítanak,

## Személyszállítás
A nagy távolságoknak, a gyors és kényelmes vonatoknak, a svéd környezetbarát szemléletnek hatására a személyszállításban a kötöttpályás közlekedés részaránya 10%-os, ami jobb az EU-15-ök 7,5%-os átlagánál.

### Távolsági személyszállítás
A legjelentősebb települések között InterCity és SJ X2000-es nagysebességű vonatok közlekednek. Göteborg – Stockholm (455 km, 3 óra), Malmö–Stockholm (600 km, 4,5 óra) között óránként indul az X2000, míg Malmö és Göteborg között kétóránként van IC összeköttetés. Az X2000-es vonatok kötelező helybiztosítással közlekednek, csúcsidőben sokszor tele, azon kívül (az állandó szerelvénynagyság miatt) kb. 50%-os kihasználtsággal. Az ország tervezi a dedikált pályák építését is.
Az MTR Corporation 2015. március 21-én indította el nagysebességű szolgáltatását MTR Express néven Stockholm és Göteborg között. A szolgáltatás első hónapjában pontossági mutatója (a legfeljebb 5 perc késéssel közlekedő járatok aránya) 75% volt, az SJ azonos viszonylaton és időszakban mért 62%-os értékével szemben.

## Árufuvarozás
Svédország azon kevés EU-15 tagállam között van, melyben nemhogy nem csökkent az árufuvarozás teljesítménye 1970 óta, hanem nőtt is! Mára az EU-15-ök vasúti árutonna kilométer teljesítménye az 1970-es szintnek csupán 84%-a, így a svédek ez idő alatt produkált 10,5%-os bővülése kiváló eredmény, főleg, hogy ez eleve magas szintről történt. Tonna kilométerben mért teljesítményével (19,1 milliárd tkm) a svéd vasúti árufuvarozás 40%-os részaránynak örvendhet, ami az EU-15-ök 13%-ának több mint háromszorosa.